# Euselasia elmira
Euselasia elmira är en fjärilsart som beskrevs av William Chapman Hewitson 1870. Euselasia elmira ingår i släktet Euselasia och familjen Riodinidae. Inga underarter finns listade i Catalogue of Life.